# The Best of Bob Dylan, Vol. 1
The Best of Bob Dylan, Vol. 1 è un album raccolta di Bob Dylan, pubblicato dall'etichetta discografica Columbia in Australia, Canada e Regno Unito il 2 giugno 1997 e successivamente in Europa e Giappone, mentre non è mai stato pubblicato negli Stati Uniti.
Non viene considerato come facente parte della discografia ufficiale di Dylan.

## Tracce
1. Blowin' in the Wind – 2:48
2. The Times They Are a-Changin' – 3:14
3. Don't Think Twice, It's All Right – 3:40
4. Mr. Tambourine Man – 5:29
5. Like a Rolling Stone – 6:10
6. Just Like a Woman – 4:56
7. All Along the Watchtower – 2:33
8. Lay Lady Lay – 3:20
9. I Shall Be Released – 3:05
10. If Not for You – 2:43
11. Knockin' on Heaven's Door – 2:32
12. Forever Young – 4:58
13. Tangled Up in Blue – 5:43
14. Oh, Sister – 4:02
15. Gotta Serve Somebody – 5:25
16. Jokerman – 6:16
17. Everything Is Broken – 3:15
18. Shelter from the Storm (alternate version) – 6:00

Durata totale: 76:09